# Blacksburg (Carolina del Sud)
Blacksburg és una població dels Estats Units a l'estat de Carolina del Sud. Segons el cens del 2000 tenia 1.880 habitants.

## Demografia
Segons el cens del 2000, Blacksburg tenia 1.880 habitants, 785 habitatges i 503 famílies. La densitat de població era de 392,4 habitants/km².
Dels 785 habitatges en un 31% hi vivien nens de menys de 18 anys, en un 40,3% hi vivien parelles casades, en un 19,5% dones solteres, i en un 35,8% no eren unitats familiars. En el 32,6% dels habitatges hi vivien persones soles el 16,3% de les quals corresponia a persones de 65 anys o més que vivien soles. El nombre mitjà de persones vivint en cada habitatge era de 2,39 i el nombre mitjà de persones que vivien en cada família era de 3,04.
Per edats la població es repartia de la següent manera: un 28,2% tenia menys de 18 anys, un 7,8% entre 18 i 24, un 27,9% entre 25 i 44, un 21,8% de 45 a 60 i un 14,3% 65 anys o més.
L'edat mediana era de 34 anys. Per cada 100 dones de 18 o més anys hi havia 76,6 homes.
La renda mediana per habitatge era de 26.453$ i la renda mediana per família de 35.208$. Els homes tenien una renda mediana de 27.384$ mentre que les dones 21.207$. La renda per capita de la població era de 16.833$. Entorn del 13,7% de les famílies i el 17,4% de la població estaven per davall del llindar de pobresa.

## Poblacions més properes
El següent diagrama mostra les poblacions més properes.